# Sadi Irmak
Sadi Irmak, né le 15 mai 1904 à Seydişehir (Empire ottoman) et mort le 11 novembre 1990 à Istanbul (Turquie), est un médecin et homme d'État turc, Premier ministre de Turquie de 1974 à 1975. 
Étudiant en Allemagne dans les années 1920, il est un témoin direct de l'ascension du nazisme et un fervent partisan de ce dernier dont il promeut les idées eugénistes, notamment par voie de presse.